# Goé
Goé (dt. veraltet: Gulke, Gülken, Göllicke; ndl.: Gulke, Geuleken; wallonisch: Goyé) ist ein Dorf in der belgischen Gemeinde Limbourg in der Provinz Lüttich innerhalb der Wallonischen Region. Das Dorf liegt zwischen dem Hauptort Limbourg und der Gileppe-Talsperre im Tal der Weser. Weitere Weiler des Ortes sind Béthane und Pieresse. 

## Geschichte

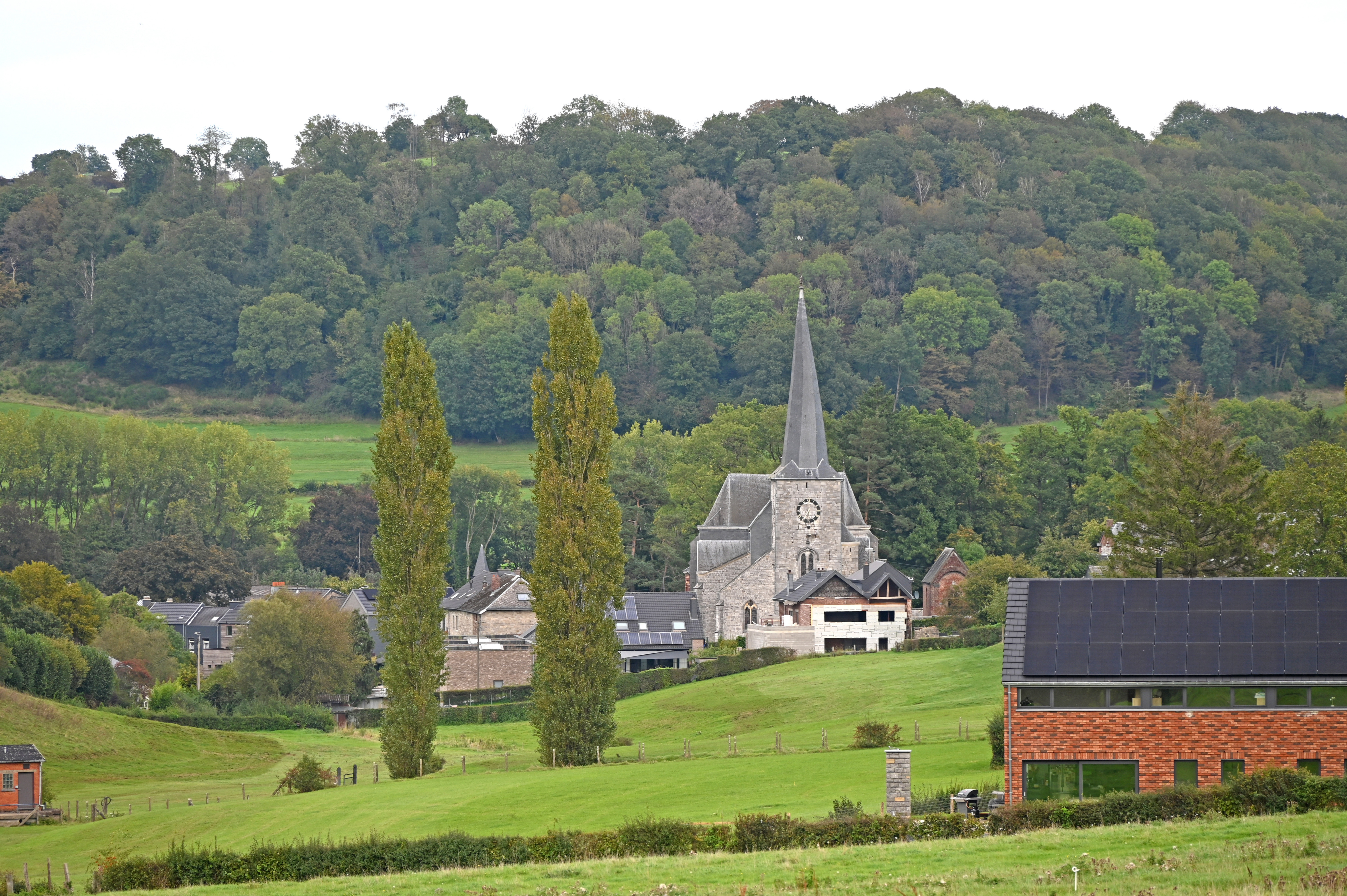
Der Dorfkern mit der Kirche St. Lambert, von Südwesten betrachtet

Der Ort erscheint in den Annales Rodenses im Jahr 1145 als Villula Goleche. Das Dorf mitsamt Kirche gehörte damals einem Feudalherrn namens Heinricus. Zu der Kirche in Goleche gehörte ebenfalls eine Kapelle, die Bilstein genannt wurde. 
Aufgrund von finanziellen Schwierigkeiten trat dieser Heinricus, zusammen mit seinem Bruder Fridericus, der zwei Hufen in Bulsbach besaß, in die Gemeinschaft der Augustinerchorherren von Klosterrath ein. Die verpfändeten Güter in Goleche und Bulsbach wurden vom Kloster eingelöst und anschließend bewirtschaftet.
Bis 1460 mussten die Einwohner von Limburg für den Kirchgang zur St. Lambertkirche nach Guylke/Goé, da die St. Georgskirche in Limburg ursprünglich den Herzögen als private Kapelle, später Kirche, vorbehalten war und darüber hinaus Filialkirche von St. Lambert gewesen war. Die St. Georgskirche in Limburg wurde danach zur Mutterkirche und Propstei erhoben.
Der Grundbesitz im Ort verblieb bis zur Aufhebung des Augustinerklosters im Jahr 1796 dessen Eigentum.
Bis 1795 gehörte das Dorf zur Hochbank Baelen, einem der fünf Gerichtsbezirke im Herzogtum Limburg.
Das Dorf war bis 1977 eigenständig. Seit der Gemeindezusammenlegung von 1977 bildet es einen Ortsteil der Gemeinde Limbourg.

## Beschreibung

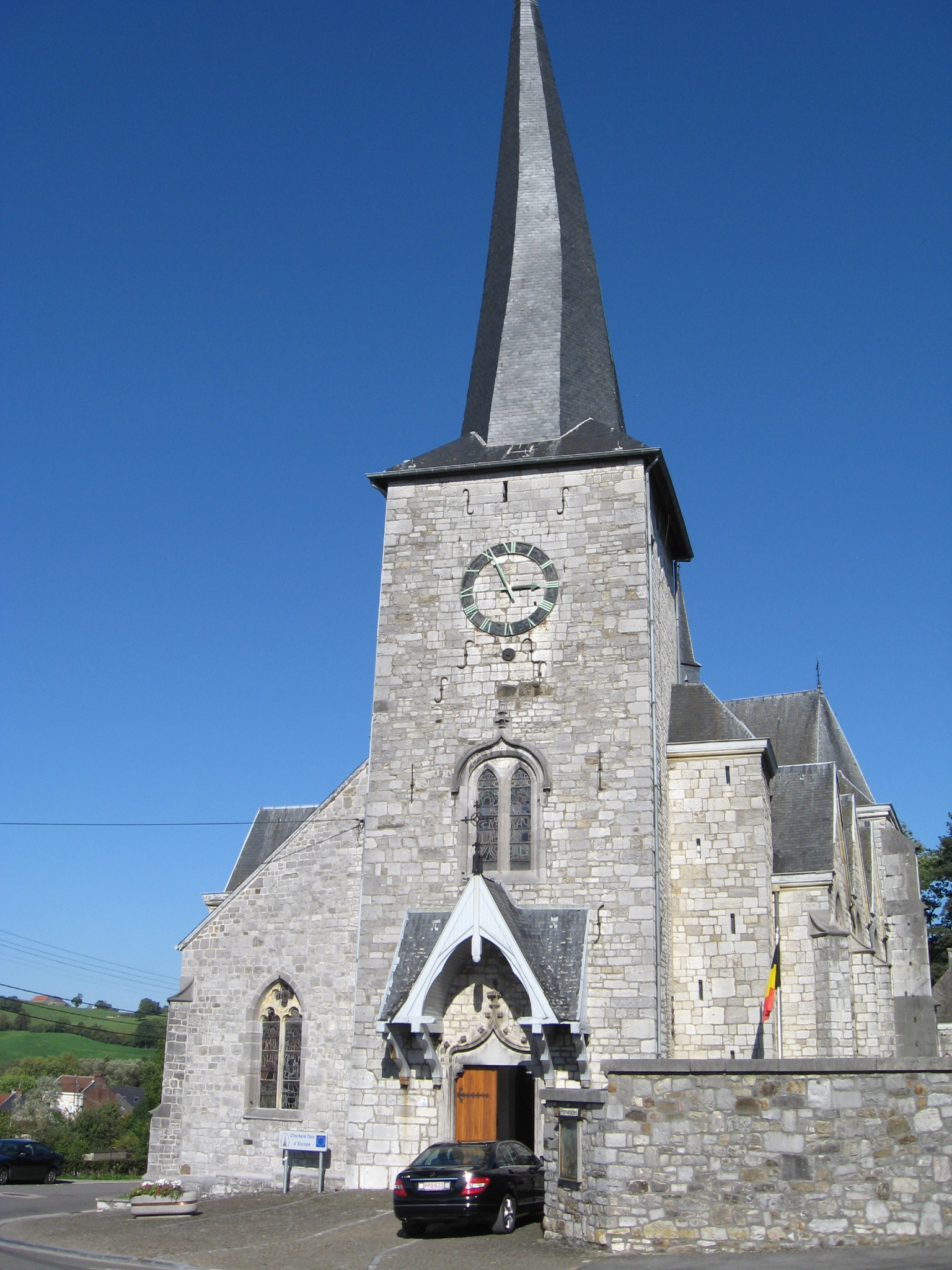
Kirche St. Lambert

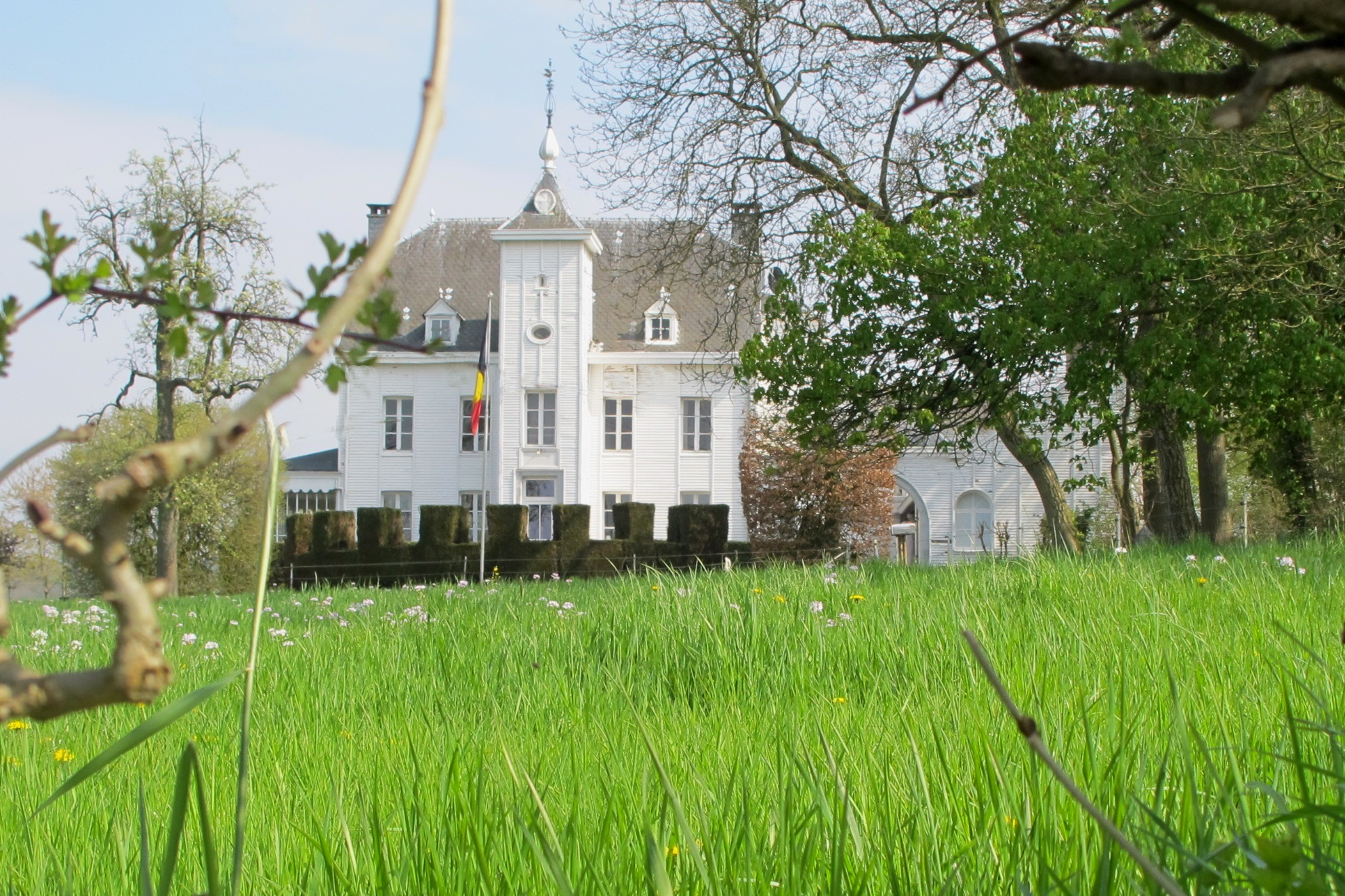
Schloss Goé

Die Häuser des Kerndorfes sind zumeist aus örtlichem gehauenen Kalkstein erbaut, wie auch die dem Heiligen Lambertus geweihte Pfarrkirche, mit einem Altarretabel aus der Zeit um 1500, auch stammen weitere Teile der Innenausstattung aus dem 16. Jahrhundert, darunter ein Apostelbalken und ein romanisches Taufbecken, die Kirchenfenster wurden 1910 in der Werkstatt Joseph Osterrath in Tillf gefertigt. 
Der Kirchturm besitzt eine geflammte (gewundene bzw. verwundene) Form, die in Europa nur etwa 100 Mal vorkommt. 
Die Ortskirche in Baelen, dem Sitz des ehemaligen Gerichtsbank, weist ebenfalls eine gewundene Form auf.
Das Schloss Goé wurde um 1700 erbaut. Der damalige Besitzer Eugène Poswick beherbergte im November 1847 während drei Tagen den belgischen König Leopold I., der zu einem Jagdausflug in den Hertogenwald angereist war.

## Wirtschaft
Im 15. Jahrhundert existierte mindestens ein Reitwerk im Ort, betrieben von Johann Servatius Punztgen, auch „Pontzeler von Göllicke“ genannt, der als Stammvater der Familie Poensgen gilt, die später in der Eifel und im Ruhrgebiet in der Eisen- und Stahlindustrie tätig war. Ebenso stammte der Großvater von Paul Dechamps, Leonhard Dechamps (1803–1857), aus Goé, der später in Aachen eine über mehrere Generationen hinweg erfolgreiche Tuchfabrik gründete. Darüber hinaus waren bis in die 1960er Jahre hinein entlang der Weser zahlreiche textilverarbeitende Betriebe angesiedelt. Goé lag an der 1896 erbauten „Oebahn“, einer Eisenbahnlinie, welche die in der Unterstadt von Eupen und im Wesertal gelegenen Industrien mit Dolhain und dem dort verlaufenden internationalen Eisenbahnnetz verband. Der Personenverkehr wurde bereits 1926 auf Busse umgestellt. Der Güterverkehr Eupen-Goé wurde 1959 und der Verkehr auf der Strecke Goé-Limbourg wurde 1963 eingestellt.
Heute findet man neben einem Betrieb der Holzwirtschaft mehrere mittelständische Unternehmen, wie den regionalen Pralinenhersteller „Pralines Mireille“, der sich im Ortszentrum befindet, sowie einen Betonelementehersteller. Von internationaler Bedeutung ist der Butterveredler „Beurres Corman“ im Ortsteil Béthane, der seit 1970 mehrere Produktionseinheiten in verschiedenen Ländern Europas betreibt. Corman wurde 1992 Teil französischen Milchkonzerns Savencia Fromage & Dairy (bis 2015 Groupe Bongrain) und stellt mehrere bekannte Markenprodukte her.

## Tourismus
- Ein jährlich (Ende März oder Anfang April) stattfindender Karnevalsumzug, im Stil des Rheinischen Karnevals.